# Vicia monantha subsp. calcarata
Vicia monantha subsp. calcarata é uma subespécie de planta com flor pertencente à família Fabaceae. 
A autoridade científica da subespécie é (Desf.) Romero Zarco, tendo sido publicada em Anales Jard. Bot. Madrid 57: (1999).

## Portugal
Trata-se de uma subespécie presente no território português, nomeadamente em Portugal Continental.
Em termos de naturalidade é nativa da região atrás indicada.

## Protecção
Não se encontra protegida por legislação portuguesa ou da Comunidade Europeia.